# Експатріант
Експатріа́нт, також експа́т (від лат. ex patria «за межами батьківщини») — людина, яка тимчасово або на постійній основі мешкає в країні іншій, ніж вона народжена, вихована або отримала громадянство.
Історично слово поширене у країнах Заходу і стосується загалом тих, хто мешкає поза західними країнами або у нерідній західній країні. Так американець, який мешкає в Україні або в Іспанії, буде названий експатріантом у США. Ще як приклад, у 19-му сторіччі багато американців, які стали пізніше відомими, переїхали до Європи навчатися художньому мистецтву. Таким чином Генрі Джеймс вважається відомим письменником-експатріантом зі США, для якого Англія стала новою домівкою.
Слово не вживається офіційними установами, але дуже популярне у загальному вжитку.
Різниця між експатріантом та іммігрантом у тому, що іммігрант — це скоріше людина, яка присвячує себе тому, щоб якомога сильніше інтегруватися до суспільства і звичаїв нової країни, тоді як експатріант припускає, що перебуває у новій країні тимчасово, і не виключає повернення до Батьківщини. Попри те, що багато експатріантів так ніколи і не повертаються, думка про можливість повернення їх ніколи не полишає.
Відомим українським експатріантом можна вважати Тараса Шевченка.